# Isla Gaspar Grande
Gaspar Grande o Gasparee es una isla en la República de Trinidad y Tobago cuyo nombre se deriva de Gaspar de Percín. La isla posee 1,29 km² (319 acres) de superficie y se encuentra 12 kilómetros (9 millas) al oeste de Puerto España. Es una de las "Islas Bocas", que se encuentran en la llamadas Bocas del Dragón entre la isla de Trinidad y Venezuela.
Gaspar Grande es principalmente de piedra caliza, y alcanza una altitud de 103 metros sobre el nivel del mar (339 pies). En el pasado se instalaron estaciones para la caza de ballenas en la isla. Gaspar Grande es también el hogar de la Gasparee Caves (Cuevas de Gasparee), un sistema de cuevas naturales de piedra caliza con una misteriosa piscina en su base.